# ایتالیکا
ایتالیکا (به لاتین: Italĭca) یک شهر باستانی اسپانیای روم بود که در سویل امروزی جای داشت و نخستین سکونتگاه رومیان و اقوام ایتالیایی در شبه‌جزیره ایبری بود.

## تاریخ
ایتالیکا در سال ۲۰۶ پیش از میلاد توسط شیپیو آفریکانوس در جناح راست رود گوادالکیبیر و در همسایگی شهر امروزی سانتیپونثه، واقع در استان سبیا بنا شد تا مأمنی باشد برای سربازان رومی که در نبرد ایلیپا (دومین جنگ کارتاژ) مصدوم شده بودند. نام ایتالیکا از همین امر گرفته شده‌است.
می‌توان آنرا شهری خواند که «زبان اسپانیایی در آنجا متولد شده‌است». این شهر جایگاه استراتژیک بسیار خوبی در قلب هیسپانیا بایتیکا (جنوبی‌ترین نقطه هیسپانیا) داشت.
در همسایگی این شهر، هیسپالیس واقع بود، شهری که پس از ویرانی ایتالیکا در سدهٔ ششم میلادی، جایگزین ایتالیکا شده و در گذر زمان به شهر سویل امروزی بدل شد. بسیاری از کهنه‌سربازان، جزو ساکنان تاریخی این شهر بوده‌اند، و ایتالیکا تنها شهری از استان‌های روم بود که زادگاه دو تن از امپراتورهای روم یعنی ترایانوس (سیزدهمین) و هادریانوس (چهاردهمین) بود.
ایتالیکا بر اثر یورش‌های اقوام بربر ویران شد، امّا تا سال ۱۰۰۰ میلادی تحت سکونت اعراب تا حدودی به حیات خود ادامه داد. بسیاری از مواد و مصالحی که در ویرانه‌های این شهر باقی‌مانده بودند، برای تأسیس شهر همسایه‌اش یعنی سویل، به‌کار رفتند. در عصر رنسانس، ویرانه‌های ایتالیکا را «سویلا لا ویه‌خا» به معنای سویل پیر می‌خواندند.

## نگارخانه

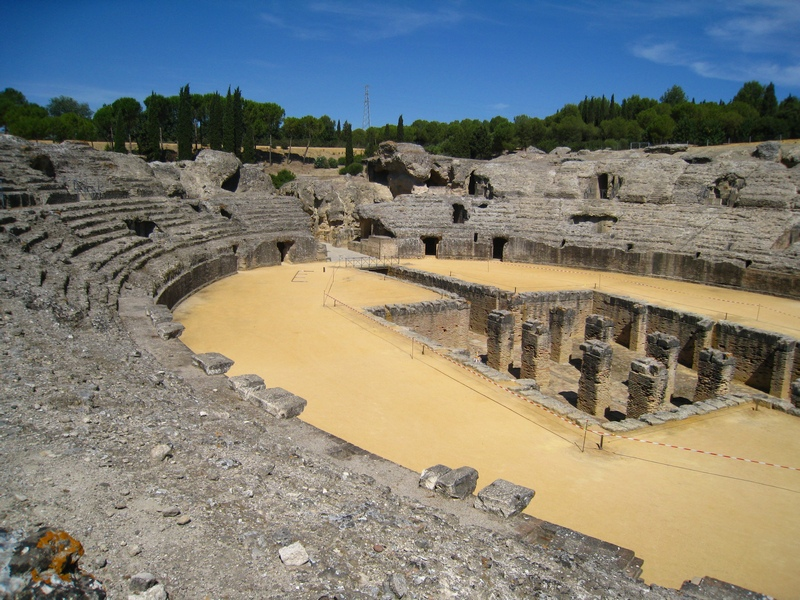
آمفی‌تئاتر
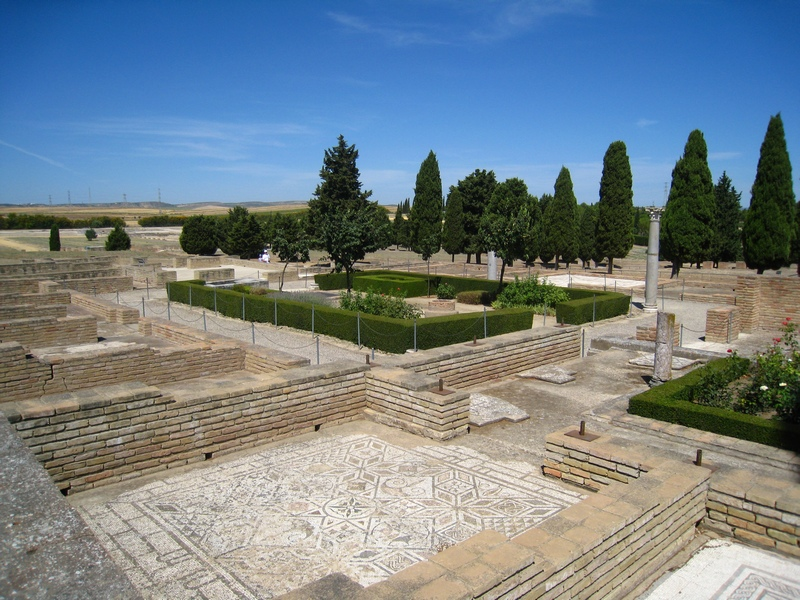
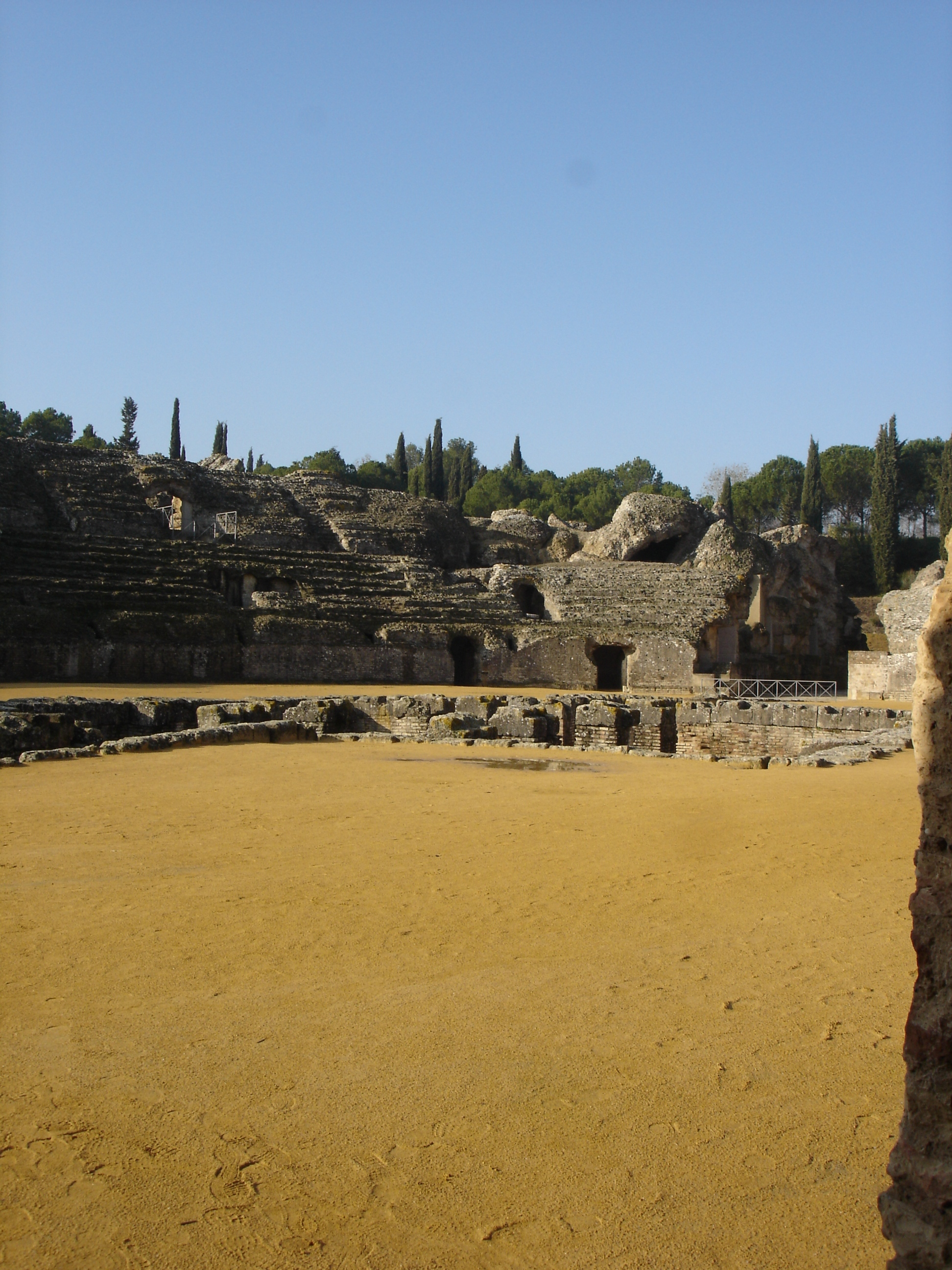
کانال‌های آب در آمفی‌تئاتر
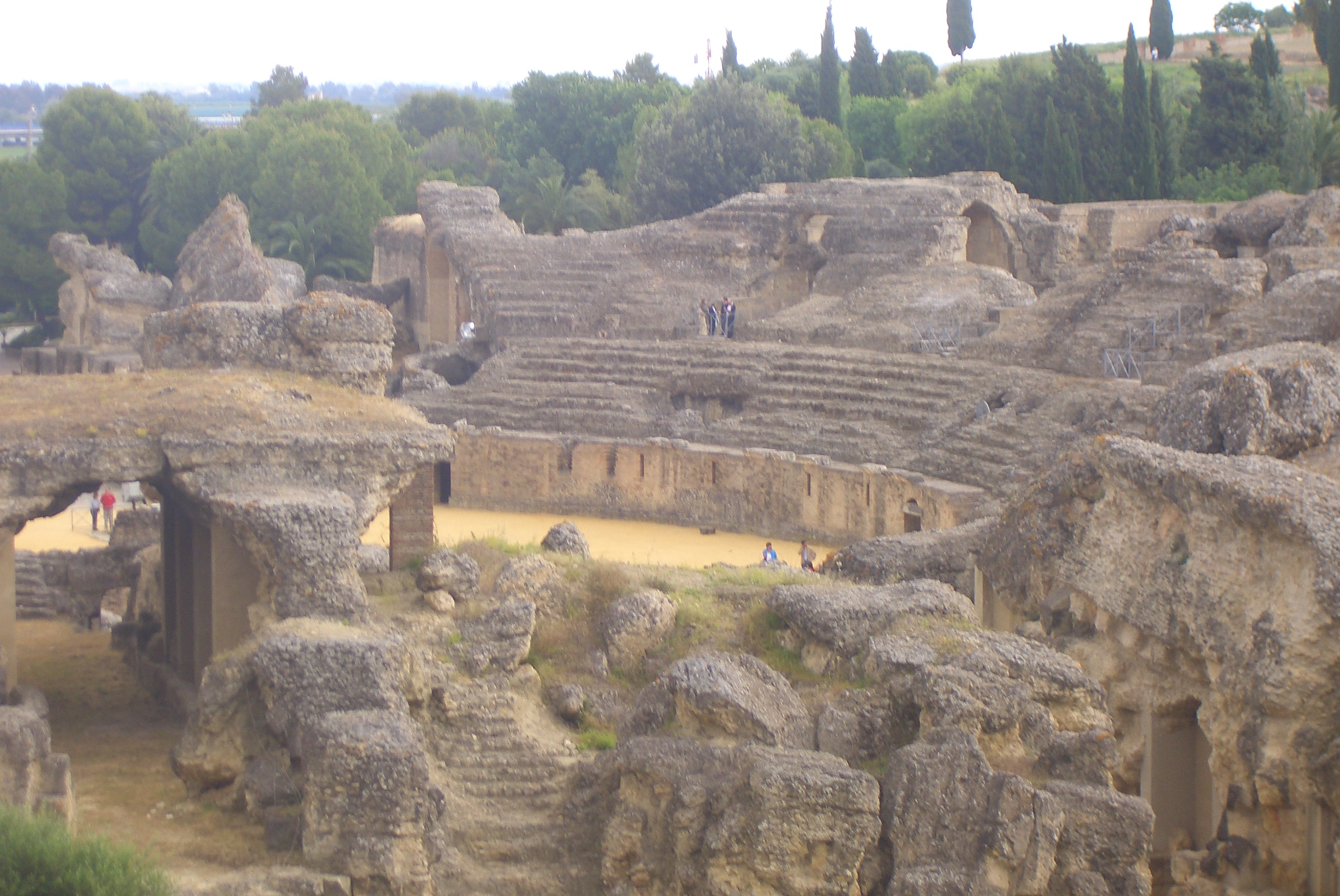
منظری از ویرانه‌ها
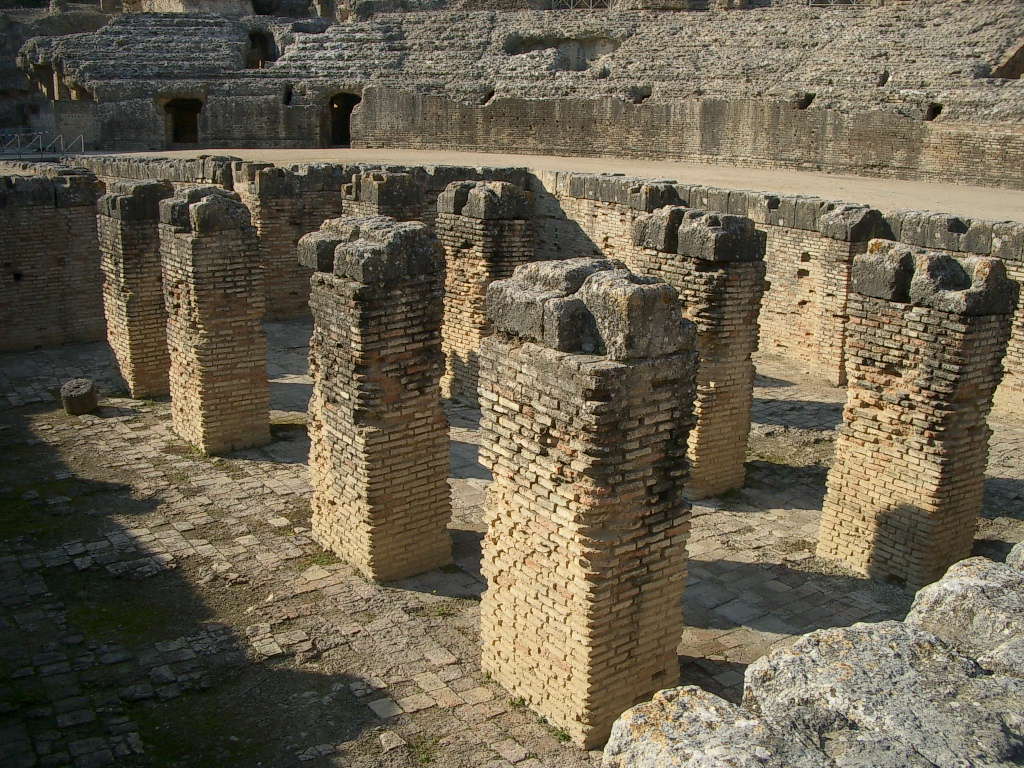
سازه‌های زیرزمینی آمفی‌تئاتر
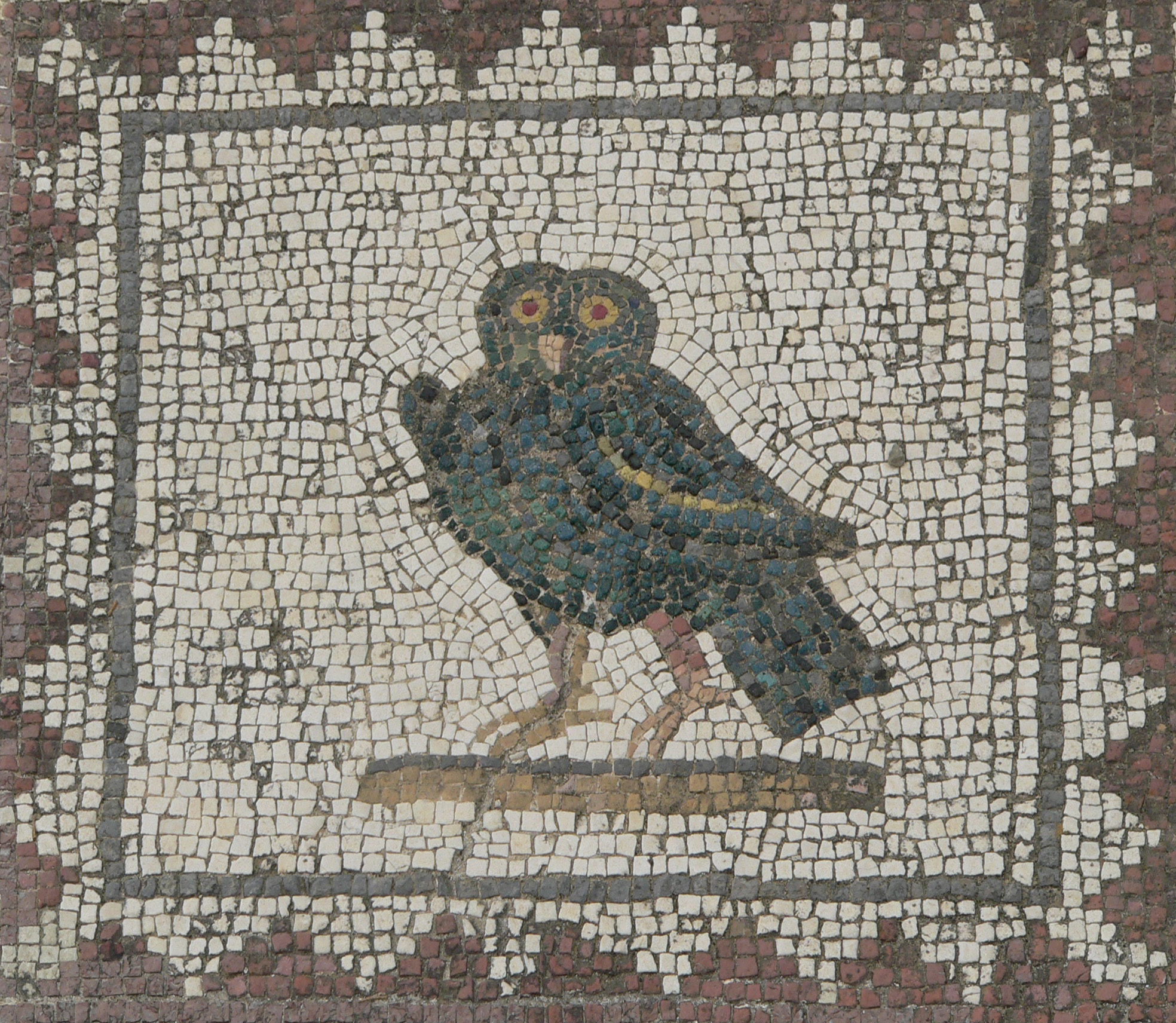
موزائیکی در خانه پرندگان
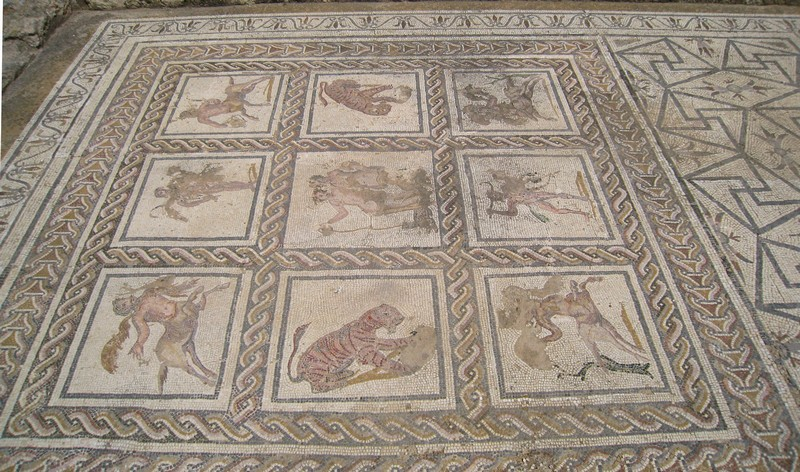
یک موزائیک
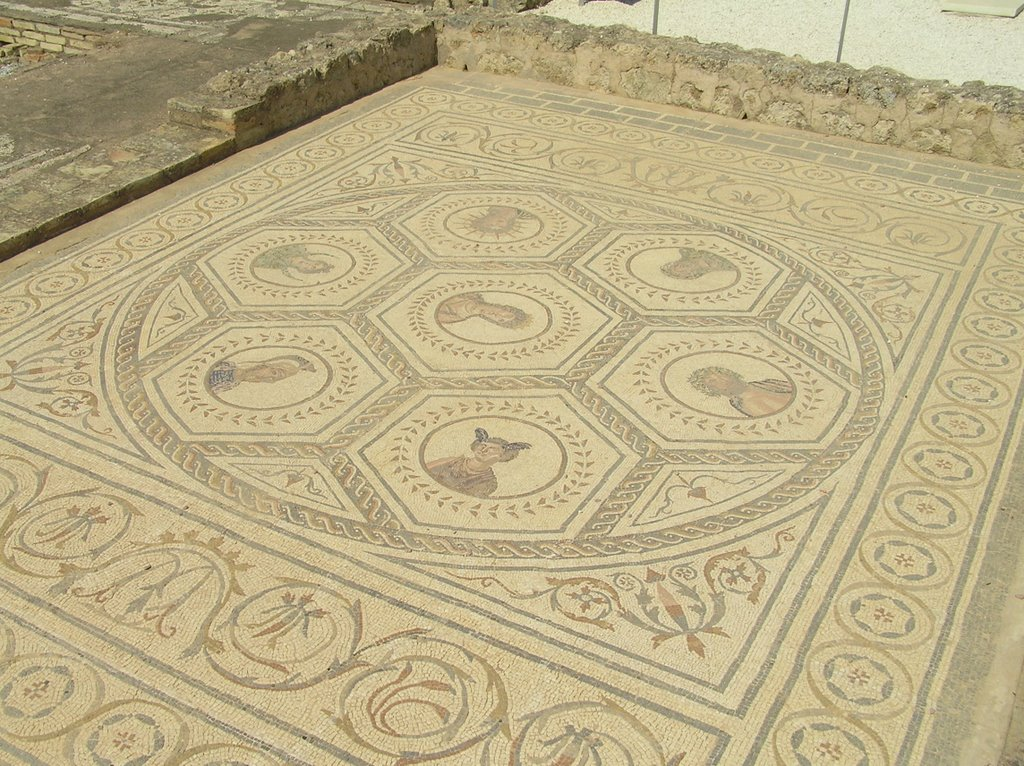
یک موزائیک
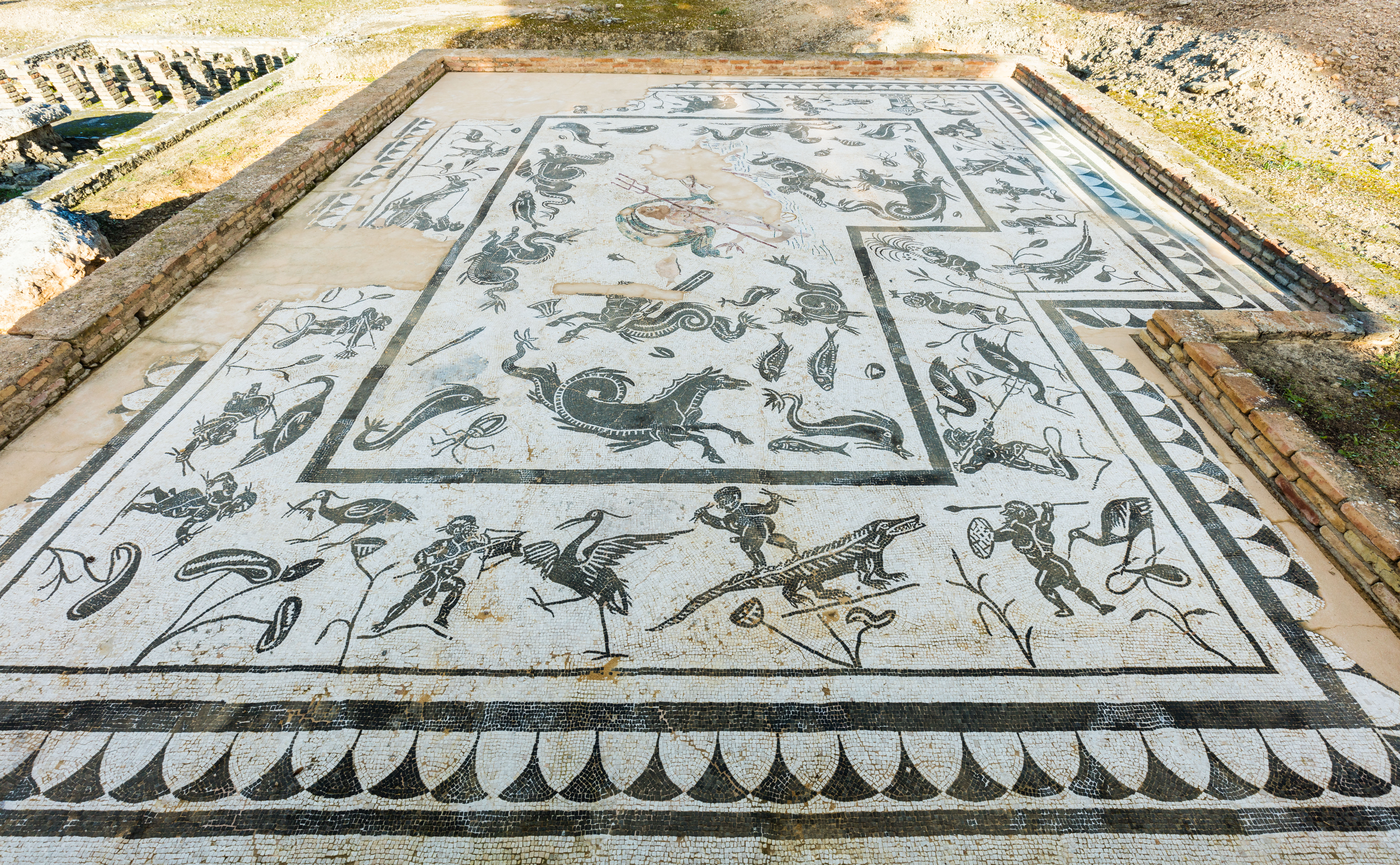
موزائیک نپتون
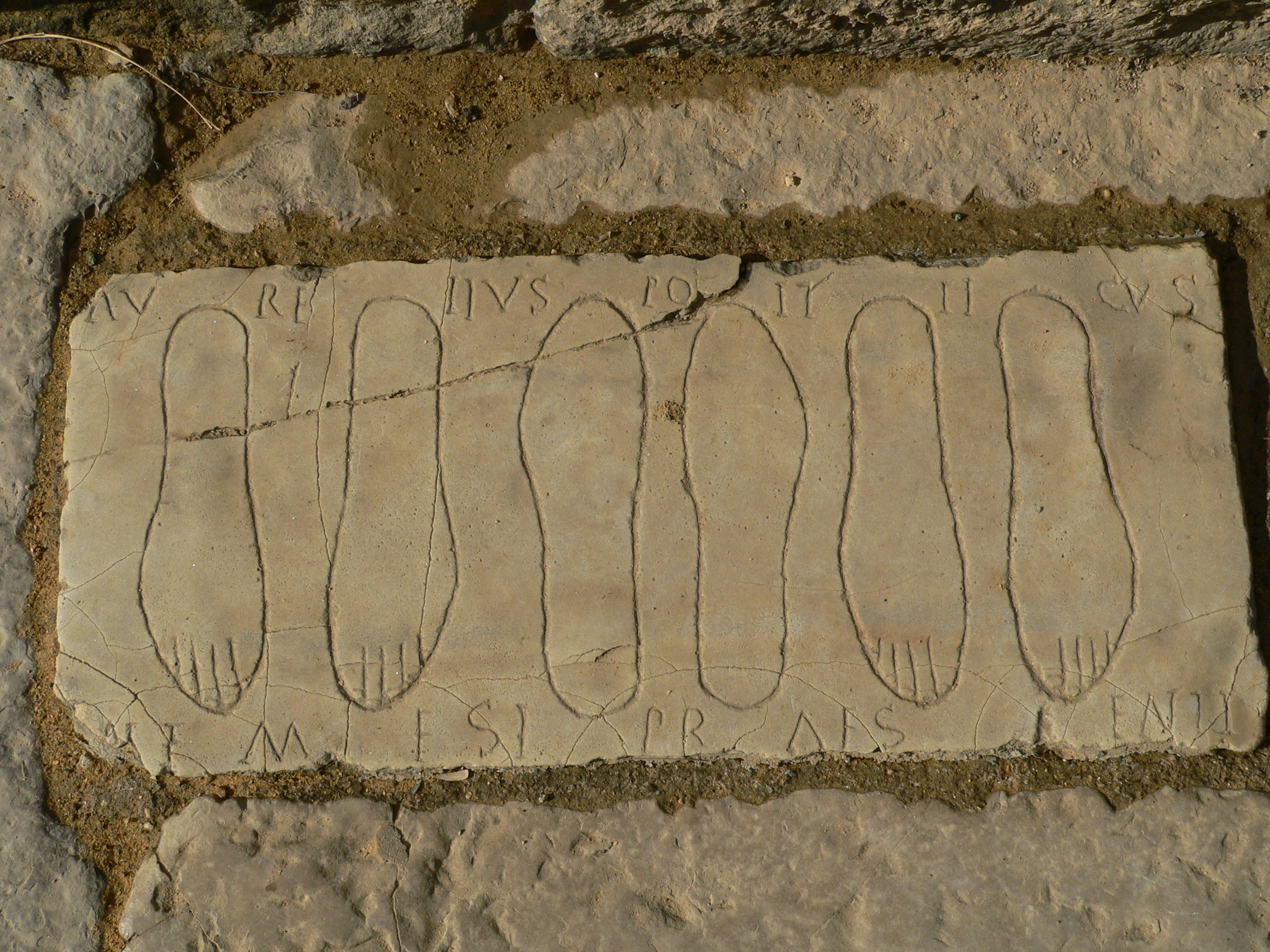
تخته‌سنگی نذری در ورودی آمفی‌تئاتر

## پانوشت‌ها
1. ↑  André Piganiol (۱۹۸۹). The conquests of the Romans. Milan: Il Saggiatore. ص. ۲۳۵.
2. ↑  Teodoro Mommsen. History of Rome.